# Beni Said
Aít Said o Beni Said (en rifeño: ⴰⵢⵜ ⵙⵄⵉⴷ Ayt Saɛid, en árabe: بني سعيد‎, en francés: Bni Saïd) es una tribu bereber rifeña. Limita al este con la tribu Guelaya, al oeste con las tribus Ait Oulichek y Tensamán, al sur con las tribus de los Ibdarsen y Ait Bouyahi y al norte con el mar Mediterráneo.
A su vez, en el territorio donde se asienta esta cabila, existe un distrito o caidato homónimo de la provincia de Driuch, en la Región Oriental de Marruecos.

## Geografía
Situada al este del territorio, limita al norte con el mar Mediterráneo; al sur con los municipios de Beni Hassán, Beni Sechyel y Beni Ziat; al este con la de Beni Hozmar.  
Dar El Kebdani es la capital donde se encuentra el Caidato y el Ayuntamiento. 

## Historia
Según algunas fuentes históricas, cuando los moriscos fueron expulsados de España por los católicos muchos fueron a parar a Beni Said. 
Esta tribu fue junto a la de Beni Urriaguel una de las más importante en la guerra del Rif iniciando la batalla de Dhar Ubarran, derrotando al ejército español y dandl comienzo a la guerra. Fue una cabila perteneciente a la Región del Rif, uno de los cinco territorios en los que se dividió el Protectorado Español de Marruecos en 1935 y perduró hasta la independencia de Marruecos el día 2 de marzo de 1956.

Fue sometida el año 1920 durante el mandato del general Silvestre. En diciembre de 1920 las cábilas de Beni Ulixek y Beni Said fueron ocupadas y dominadas produciendo la sumisión virtual de Tensamán. En la división político-administrativa de 29 de diciembre de 1931, pertenecía a la Intervención Civil de la región Oriental. En 1939 Mohamed Ben Abdellab era el Caíd de la cabila de los Beni Said.

Antigua cabila de Beni Said en la Región de Kert del Protectorado Español de Marruecos.